# Kurubanahalli, Jagalur
Kurubanahalli là một làng thuộc tehsil Jagalur, huyện Davanagere, bang Karnataka, Ấn Độ.